# 韋特施泰因峰
韋特施泰因峰（德語：Wettersteinspitzen），是奧地利的山峰，位於該國西部，由蒂羅爾州負責管轄，屬於韋特施泰因山脈的一部分，距離維也納400公里。
上韋特施泰因峰（德語：obere Wettersteinspitze）位于西边，海拔2297米；下韋特施泰因峰（德語：untere Wettersteinspitze）位于东边，海拔2151米。

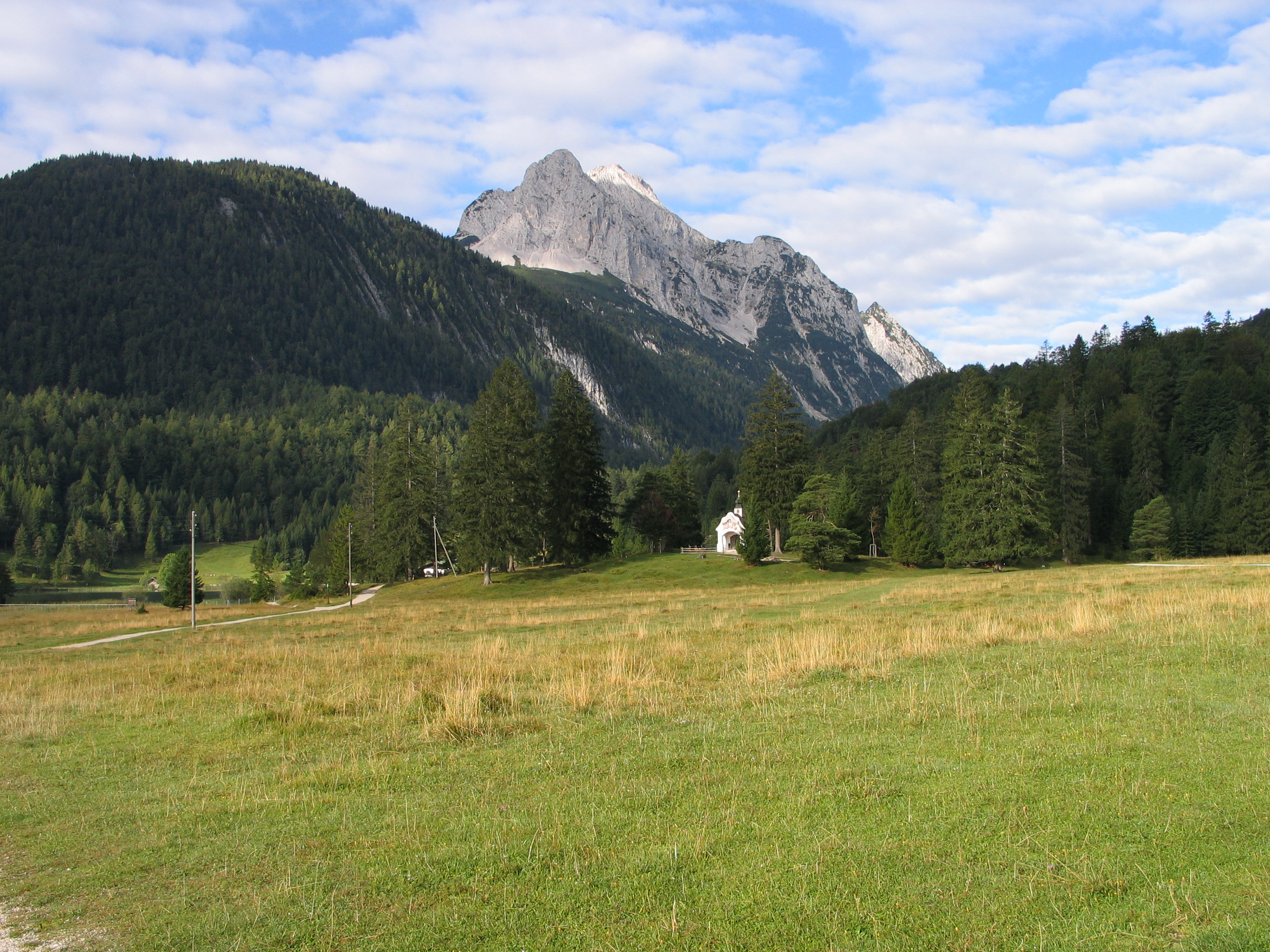
劳特湖视角
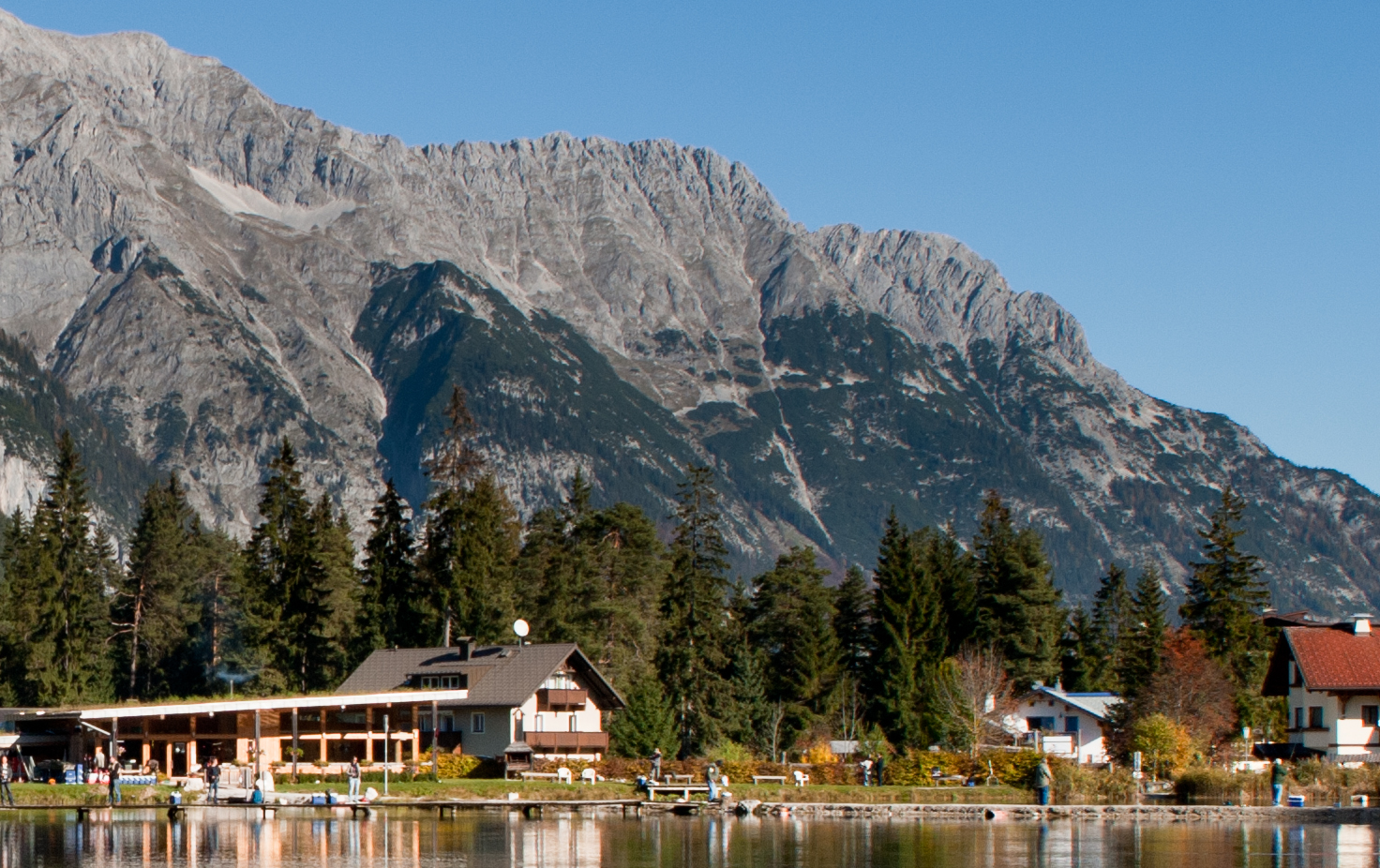